# Couroupita
Couroupita  es un género de plantas fanerógamas de la familia Lecythidaceae.  Incluye de tres especies nativas de las áreas tropicales de Centroamérica y de Sudamérica.

## Especies
- Couroupita guianensis - bala de cañón
- Couroupita nicaraguarensis
- Couroupita subsessilis